# هيلاريون أوساريو
هيلاريون أوساريو (بالإسبانية: Hilarión Osorio)‏ كان لاعب كرة قدم باراغواياني كان يلعب في مركز الهجوم. سبق له أن لعب في كأس العالم لكرة القدم مع منتخب بلاده.

## المسيرة الاحترافية

### أندية لعب لها
- سبورتيفو لوكوينو

## روابط خارجية
- هيلاريون أوساريو على موقع الاتحاد الدولي (مؤرشف)  (الإنجليزية)
- هيلاريون أوساريو على موقع Soccerway.com (الإنجليزية)
- هيلاريون أوساريو على موقع عالم كرة القدم.نت (الإنجليزية)